# Agapetes miniata
Agapetes miniata är en ljungväxtart som först beskrevs av William Griffiths, och fick sitt nu gällande namn av Joseph Dalton Hooker. Agapetes miniata ingår i släktet Agapetes och familjen ljungväxter. Inga underarter finns listade i Catalogue of Life.